# Pieces of a Woman
Pieces of a Woman (engl. für  „Stücke einer Frau“ oder „Eine Frau in Stücken“) ist ein Filmdrama von Kornél Mundruczó. Der erste englischsprachige Spielfilm des ungarischen Regisseurs erzählt von einem jungen Paar (dargestellt von Vanessa Kirby und Shia LaBeouf), das sich nach der tragisch verlaufenden Hausgeburt ihres Kindes auseinander lebt. Drehbuchautorin Kata Wéber, die Lebensgefährtin Mundruczós, wurde durch ihre eigene Fehlgeburt bzw. einen authentischen Fall aus Ungarn zum Skript inspiriert.
Der Film feierte seine Premiere im September 2020 im Rahmen der Filmfestspiele in Venedig und wurde im gleichen Monat beim Toronto International Film Festival vorgestellt. Lob seitens der Fachkritik erhielt vor allem Hauptdarstellerin Vanessa Kirby. Der Part der Martha brachte ihr 2021 Nominierungen für den Oscar, Golden Globe Award und British Academy Film Award ein.

## Handlung
Die schwangere Martha lebt mit ihrem Freund Sean in Boston. Während sie einem Bürojob nachgeht, betreut er die Konstruktionsarbeiten an einer neuen Autobrücke über den Fluss. Als das junge Paar für die plötzlich einsetzende Hausgeburt die Hilfe der ihr unbekannten Hebamme Eva in Anspruch nimmt, kommt es zu Komplikationen. Die neugeborene Tochter, die Yvette heißen sollte, stirbt direkt nach der Geburt. Für Martha beginnt eine einjährige Odyssee. Auf ihr Umfeld gefühllos wirkend, gibt sie den Leichnam des Kindes entgegen den Wünschen von Sean und ihrer Mutter Elizabeth, einer jüdischen Matriarchin, die den Holocaust überlebt hat, zur Forschung frei. Auch kehrt Martha kurze Zeit später an ihren Arbeitsplatz zurück und beginnt das Kinderzimmer auszuräumen. Währenddessen wird der Prozess gegen die Hebamme von den Medien politisiert und ihr noch vor Verhandlungsende die Schuld zugesprochen. Elizabeth versucht mit Hilfe von Sean ihre Tochter dazu zu bringen, die Hebamme zu verklagen. Dadurch soll Martha mit einer hohen Entschädigungszahlung abgefunden werden. Ihre Mutter engagiert dafür die mit der Familie verwandte Anwältin Suzanne.
Martha und Sean, ein trockener Alkoholiker, entfremden sich zusehends voneinander. Sean wird im Laufe der Zeit wieder rückfällig. Er hat Sex mit Suzanne, mit der er sich gut versteht. Eine Beziehung der beiden erscheint aber unmöglich. Am Ende trennt sich Sean von Martha, nachdem sie das Angebot ausgeschlagen hatte, mit ihm in seine Heimatstadt Seattle zu ziehen. Die Trennung wird von Elizabeth vorangetrieben, die Sean nie leiden konnte und ihm seinen Wegzug finanziell entlohnt. Im Gerichtssaal gibt Martha zum Ende der Verhandlung überraschend eine Erklärung ab, dass die Hebamme aus ihrer Sicht unschuldig sei. Martha könne für den erlittenen Verlust nicht mit Geld entschädigt werden. Daher habe sie nicht die Absicht, den Prozess fortzuführen. Es stellt sich heraus, dass Marthas entwickelte Vorliebe für Äpfel daher kommt, dass ihr verstorbenes Kind danach roch. Im Kühlschrank beginnt sie Sämlinge zu züchten. Als Martha durch Zufall einen von Sean abgegebenen Film entwickeln lässt, muss sie feststellen, dass die Bilder ihre verstorbene Tochter und sie kurz nach der Entbindung zeigen. Daraufhin gelingt es ihr, das traumatische Ereignis zu verarbeiten und die Asche ihres toten Kindes auf der von Seans Arbeitskollegen fertiggestellten Autobrücke über den Fluss zu verstreuen.
In der letzten Einstellung sieht man ein kleines Mädchen namens Lucy, das auf einen Apfelbaum klettert. Martha ruft das Kind zum Essen ins Haus. Es scheint sich um deren Tochter zu handeln.

## Produktion
Regie führte Kornél Mundruczó. Es handelt sich bei Pieces of a Woman um das englischsprachige Debüt des ungarischen Film- und Theaterregisseurs. Das Drehbuch schrieb seine Partnerin Kata Wéber. Das Paar hatte selbst eine Fehlgeburt erlitten. Ursprünglich verarbeitete Wéber ihre Erfahrungen zu einem Theaterstück. Sie wollte damit ein Tabu ansprechen. Der Film wurde auch durch einen wahren Fall aus Ungarn inspiriert, bei dem eine Hebamme nach einer tragisch verlaufenen Hausgeburt wegen Totschlags verurteilt wurde. Die zweijährige Haftstrafe wurde der Hebamme später erlassen.

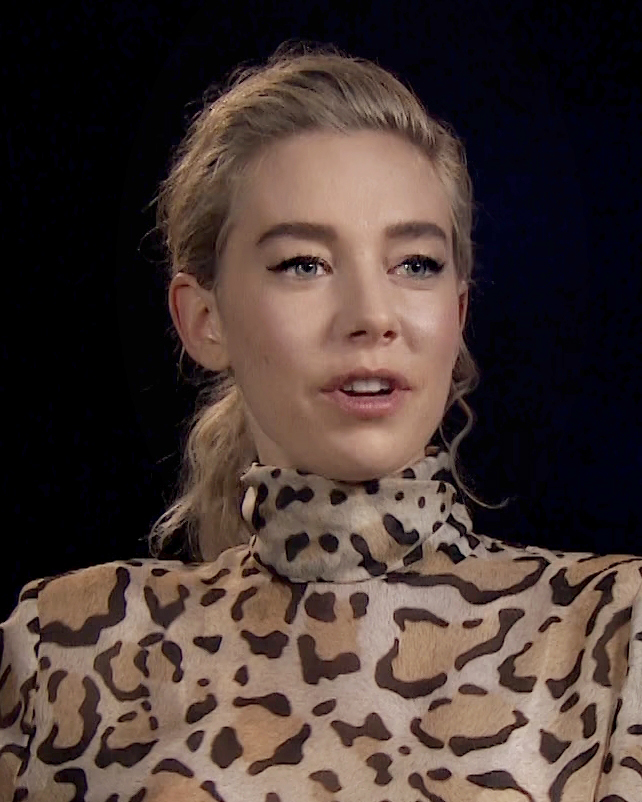
Vanessa Kirby spielt im Film Martha

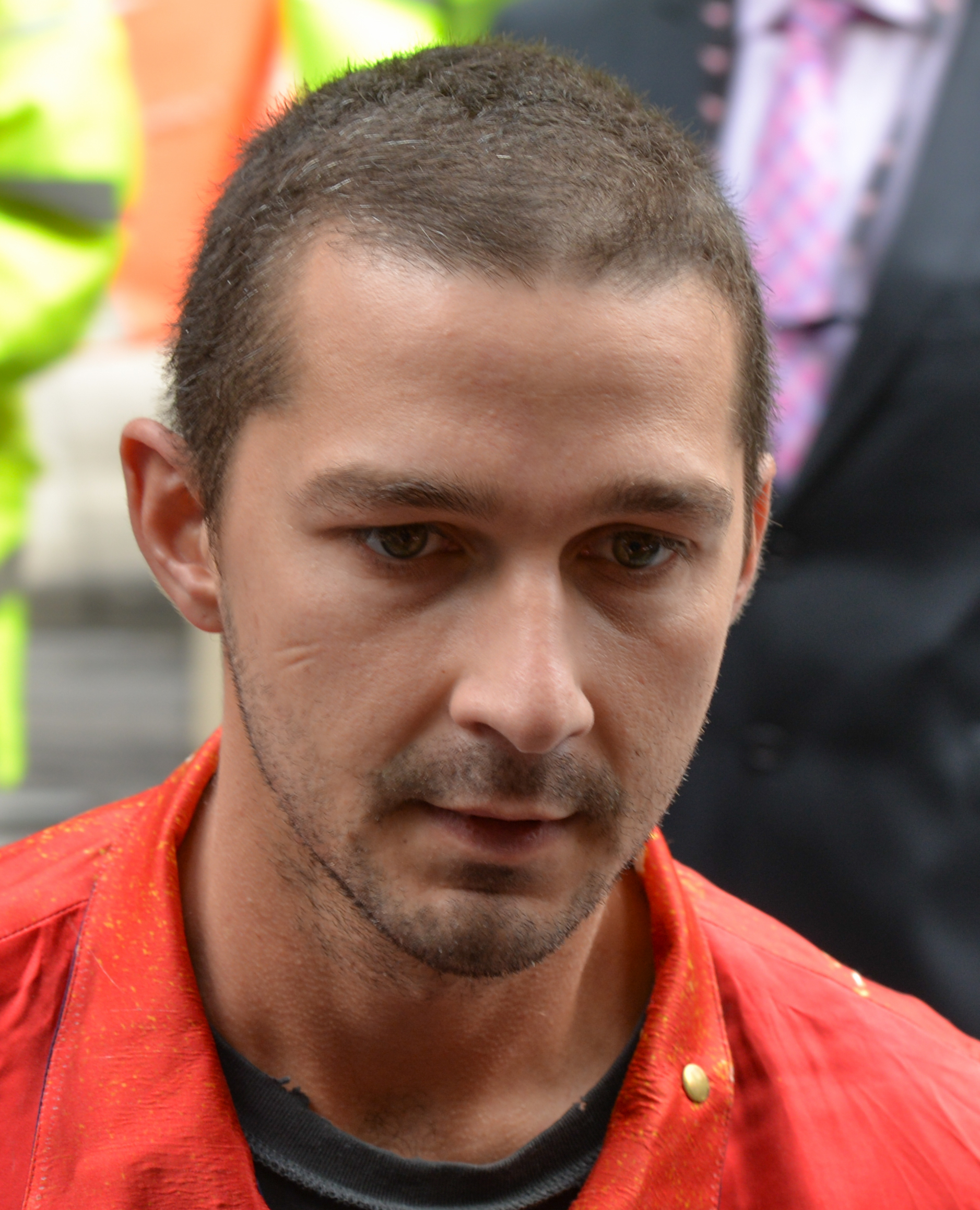
Shia LaBeouf spielt ihren Ehemann Sean

Die britische Schauspielerin Vanessa Kirby übernahm die Rolle von Martha, US-Schauspieler Shia LaBeouf ist im Film als ihr Ehemann Sean zu sehen. Die deutsche Synchronisation entstand nach einem Dialogbuch und der Dialogregie von Pierre Peters-Arnolds im Auftrag der Christa Kistner Synchronproduktion GmbH, Berlin. In der deutschen Fassung wird LaBeouf in seiner Rolle von David Turba gesprochen während Yvonne Greitzke Kirby in der Rolle von Martha ihre Stimme leiht.
Die Dreharbeiten erfolgten ab Dezember 2019 in Montreal. Als Kameramann fungierte Benjamin Loeb.
Die Filmmusik komponierte der Oscar-Preisträger Howard Shore. Das Soundtrack-Album
mit insgesamt zehn Musikstücken wurde am 8. Januar 2021 von Decca Records als Download veröffentlicht.
Eine erste Vorstellung des Films erfolgte am 4. September 2020 bei den Filmfestspielen in Venedig. Ab 12. September 2020 erfolgten Vorstellungen beim Toronto International Film Festival. Mitte November 2020 stellte Netflix einen ersten Trailer vor. Am 7. Januar 2021 wurde er in den USA in das Programm des Streamingdienstes aufgenommen.

## Rezeption

### Altersfreigabe
In den USA erhielt der Film von der MPAA ein R-Rating, was einer Freigabe ab 17 Jahren entspricht. In Deutschland wird der Film von Netflix ab 16 Jahren empfohlen.

### Kritiken
Der Film wurde von 75 Prozent aller bei Rotten Tomatoes erfassten Kritiker positiv bewertet und erhielt 6,8 von möglichen 10 Punkten.
Über Vanessa Kirby in der mehr als 20-minütigen Geburtsszene im Film schreibt Sascha Westphal von epd Film, die Schauspielerin gehe darin an die Grenzen des Darstellbaren: „Eine geradezu überwältigende Körperlichkeit stürzt den Zuschauer in ein verstörendes Wechselbad der Gefühle. In einem Moment strahlt Kirby seliges Glück aus. Die freudige Erwartung, schon bald ihr Kind in den Armen zu halten, versetzt Martha in einen fast rauschhaften Zustand. Doch schon im nächsten Augenblick verfliegt dieser Rausch und weicht Schmerzen, die sie zu zerreißen scheinen.“ Mit diesem überaus mutigen Porträt einer Frau, die einen unvorstellbaren Verlust erleidet und danach einen Weg zurück ins Leben sucht, setze Kirby neue Maßstäbe, und wie einst Gena Rowlands in den Filmen von John Cassavetes verschiebe sie die Grenzen des Möglichen im Kino, so Westphal. Sein Kollege Gerhard Midding merkt ergänzend zu der in einer einzigen Einstellung gedrehten Geburtsszene an, Regisseur Kornél Mundruczó und der Kameramann Benjamin Loeb fingen den erst gelösten, dann brüsken Wechsel der Stimmungen virtuos ein. Nach dem Tod ihres Kindes trauerten Martha und Sean auf unterschiedliche
Weise, wenn seine Hilflosigkeit in latente Aggression umschlage, während Kirby im weiteren Verlauf des Films einen mutigen Sarkasmus in ihre Figur lege, die zwischen An- und Abwesenheit changiert.

### Auszeichnungen
AACTA International Awards 2021
- Nominierung als Beste Hauptdarstellerin (Vanessa Kirby)[17]

Alliance of Women Film Journalists Awards 2020
- Nominierung als Beste Schauspielerin (Vanessa Kirby)
- Nominierung als Beste Nebendarstellerin (Ellen Burstyn)[18]

Artios Awards 2021
- Nominierung in der Kategorie Independent-Film – Drama[19]

British Academy Film Awards 2021
- Nominierung als Beste Hauptdarstellerin (Vanessa Kirby)[20]

Critics’ Choice Movie Awards 2021
- Nominierung als Beste Hauptdarstellerin (Vanessa Kirby)
- Nominierung als Beste Nebendarstellerin (Ellen Burstyn)[21]

Golden Globe Awards 2021
- Nominierung als Beste Hauptdarstellerin (Vanessa Kirby)[22]

Internationale Filmfestspiele von Venedig 2020
- Nominierung für den Goldenen Löwen (Kornél Mundruczó)
- Auszeichnung mit dem Arca CinemaGiovani Award	(Kornél Mundruczó)
- Auszeichnung mit dem Coppa Volpi als Beste Darstellerin (Vanessa Kirby)[23]

London Critics’ Circle Film Awards 2021
- Nominierung als Beste Hauptdarstellerin (Vanessa Kirby)
- Nominierung als Beste Nebendarstellerin (Ellen Burstyn)
- Nominierung als Beste britische Darstellerin (Vanessa Kirby, auch für The World to Come)[24]

Oscarverleihung 2021
- Nominierung als Beste Hauptdarstellerin (Vanessa Kirby)

Satellite Awards 2020
- Nominierung als Beste Hauptdarstellerin – Drama (Vanessa Kirby)
- Nominierung als Beste Nebendarstellerin (Ellen Burstyn)

Screen Actors Guild Awards 2021
- Nominierung als Beste Hauptdarstellerin (Vanessa Kirby)[25]

Sunset Film Circle Awards 2020
- Nominierung als Beste Schauspielerin (Vanessa Kirby)[26]

Toronto International Film Festival 2020
- Nominierung als Bester kanadischer Spielfilm (Kornél Mundruczó)